# Brahmi

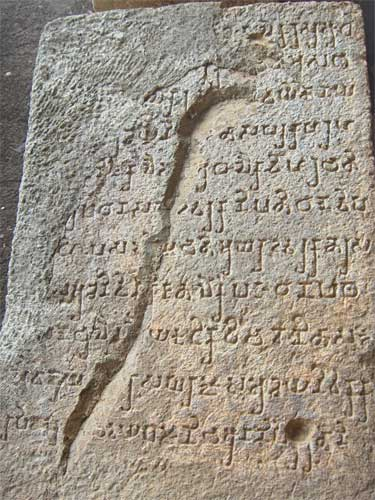
Inskrypcja w Kanheri

Pismo brahmi (ब्राह्मी, trl. brāhmī) – najstarszy znany system pisma indyjskiego, poświadczony od III w. p.n.e., od którego wywodzą się obecnie używane alfabety indyjskie, a także alfabet tybetański oraz pisma Azji Południowo-Wschodniej. Powszechnie uważa się, iż pismo brahmi pochodzi od  alfabetu aramejskiego (wywodzącego się z alfabetu fenickiego), lecz ma charakter pisma alfabetyczno-sylabicznego.
Odmienne stanowisko, prezentowane najczęściej przez badaczy indyjskich, wskazuje na miejscowe pochodzenie pisma lub na jego źródła w cywilizacji doliny Indusu.
Najsławniejsze inskrypcje w tym piśmie to edykty cesarza Aśoki wyryte w kamieniu.